# 再生 (生物学)
生物学における再生（さいせい、英語: regeneration）とは、損傷を受けた組織や器官、四肢などを復元する現象のことである。
再生の際、過剰再生と呼ばれる再生によって、過剰肢（重複肢）などが形成される場合がある。逆に、再生する部位欠損・量が少なくなる場合は、過少再生という。

## 総論

### 再生の仕組み
再生が行われる場合、まず未分化の肉の塊である再生芽が生じ、それが次第に完成した形になる。このとき、各組織の幹細胞や、すでに分化した細胞が脱分化や分化転換し、分裂することで細胞(細胞分裂)が増える。種々の幹細胞は様々な組織に分化できることから、これを用いて臨床に役立てようとする研究が再生医学の視点から行われている。
再生にはいくつか種類があり、以下のものがある。
- 付加再生（英語版）(Epimorphosis、別名:真再生、付加形成[6])
- 再編再生（英語版）(Morphallaxis、別名:形態調節、形態再編[6])

### 再生と発生生物学
再生が発生生物学の中で扱われるのは、そこに胚の発生の場合と似通った問題があるからである。再生芽に見られる組織の分化が起きる様子などはその例である。
特に、極性の問題は、再生の研究から主として出てきた問題である。プラナリアの体をいくつかに切ると、どの断片でも頭の方向へ頭が、尾の方向へ尾が再生してくる。同じ切り口で、前方の切り口からは尾が、後方の切り口からは頭が生じるわけで、それがどのようにして決まるのかの問題である。かなり小さな破片であっても、ちゃんと元の体の方向に体が再生される。このことは、磁石の場合によく似ている。磁石のS・N極は、それをつなぎ合わせても、その一部をとっても、同じ方向の磁石になる。これは磁石そのものが無数の小さな磁石から出来ているためであるが、これと同じようなふうに見えるので、この性質を極性と言うわけである。具体的には、何らかの物質の濃度勾配などがあれば、そのような性質が期待できる。
このような性質が分化に対して影響を与えるケースは、後に胚発生でも発見される。ウニなどにおいて、発生初期に左右に分割すると2つの正常な胚ができるが、上下に分けると発生が異常になり、動物極、植物極の間の極性が問題になった。
なお、これら細胞相互の配列・分化の極性のことを、細胞極性と区別するために構造極性と呼ぶことがある。

### 再生におけるモデル生物
古くから、特に再生能力の強いものが知られ、この分野のモデル生物として用いられた。特に有名なのがヒドラとプラナリアで、これらは条件がよければ100-200分の1からも全身を再生することが出来る。また、多毛類のCtenodilusでは、体の一体節を含む破片から全身を再生する。脊椎動物では、イモリが特に再生力に優れており、尾や足などを切断しても完全に元に戻る。トカゲはしっぽが自切しても生えるので有名だが、実際には脊椎骨までは再生されない。

## 各論
以下、代表的なモデル生物の例を詳述する。

### 節足動物
節足動物などでは、脱皮の際に四肢などが再生される。
蛹期を経ずに成虫に成長する不完全変態昆虫類（hemimetabolous insects）は、最終脱皮前のニンフ（若虫）のときに四肢を再生することができる。例として、ゴキブリなどがあげられる。

### プラナリア（扁形動物）
プラナリアは非常に高い再生能力を持つ生物であり再生研究のモデル生物として1800年代後半から研究が開始され、20世紀初頭にはトーマス・ハント・モーガンにより広められた。当時のモーガンの実験によれば、プラナリアは279分割した断片から再生したとされる。
プラナリアには多数の幹細胞が存在する。プラナリアが切断されると、切断部に幹細胞が集まり、幹細胞は再生芽（もしくは芽体、英語ではblastema）を形成する。この再生芽が分化することで再生が行われる

#### 体の極性
モーガンはプラナリア研究をもとに、体の極性を提唱した。プラナリアには頭部から尾部にかけての極性があり、元々の頭部からは頭部を、元々の尾部からは尾部を再生する。
ただし、この極性は特定の場合に転換し得る。極めて短い断片をつくると、各断片には極性の差がほとんどなく、元々の尾部から頭部を再生することもある。

### 両生類
両生類もまた、非常に高い再生能力を持つ生物であり、メキシコサンショウウオ、サンショウウオやイモリが研究対象とされてきた。
イモリの肢を切断すると、切断部周囲の細胞が脱分化（未分化細胞に戻る）し、これらが増殖して1日足らずで再生芽を形成し、切断面を覆う。また、イモリの眼の水晶体を切除すると、虹彩色素上皮細胞（背側にあり、メラニン色素を多く含む）が脱分化し、また眼内のマクロファージなどが関与することで細胞分裂が促され、約100日で水晶体が再生される。この再生芽は網膜の作用により水晶体に再分化することが判明している。さらに、イモリは心臓の再生も可能である。

### その他、研究されている動物
- ヒトデ ‐ 身体の1体節を含む破片から全身を再生する[13]。
- 鹿 - 枝角が何度も生え変わる（再生）することから研究される[14][13]。
- 植物では、傷口に脱分化した植物細胞の塊であるカルスが形成され、茎葉が再生される[15]。